# Carla Boyd
Carla Maree Boyd, coniugata Porter (Wynyard, 31 ottobre 1975), è un'ex cestista australiana, professionista nella WNBA.

## Carriera
Con l'Australia ha disputato due edizioni dei Giochi olimpici (Atlanta 1996, Sydney 2000) e i Campionati mondiali del 1998.